# Balta (cratère)
Pour les articles homonymes, voir Balta.
Le cratère Balta est un cratère d'impact de 17.28 km de diamètre situé sur Mars dans le quadrangle de Margaritifer Sinus. Il a été nommé en référence à la ville de Balta en Ukraine.